# Secret Duets
Secret Duets is een Nederlands televisieprogramma dat uitgezonden wordt door RTL op RTL 4. De presentatie van het programma is in handen van Jamai Loman. Dit televisieprogramma is de Europese variant van het Thaise format The Wall Duet.

## Format
In het programma zingen vier bekende panelleden elk een duet met een bekende Nederlander, de zogenoemde "secret singer". De panelleden weten niet wie diegene is: de beide duettisten worden van elkaar gescheiden door een muur, en ook van de anderen en het publiek wordt de "secret singer" afgeschermd.
Tijdens het duet wordt het nummer meerdere keren onderbroken om de panelleden van hints te voorzien. Na twee zangrondes moeten de drie toekijkende panelleden in het geheim opschrijven wie zij denken dat de zanger is. Hij of zij zal zich tijdens zangronde drie onthullen, maar blijft dankzij de muur enkel voor de duetpartner nog onzichtbaar(de kijker thuis weet dus op dit moment al wie het is). Deze moet tijdens de derde en laatste onderbreking raden wie de "secret singer" is en krijgt deze pas te zien wanneer zij het laatste stuk van het duet zingen en de muur tussen de twee wordt weggenomen.
Wanneer alle panelleden aan de beurt zijn geweest, zingt ook presentator Jamai Loman een duet met een "secret singer". Hoewel ook Loman probeert te raden met wie hij een lied zingt, kunnen alleen de panelleden punten verdienen met hun antwoord. Het finaleduet bestaat daarom uit slechts drie zangrondes.

### Puntentelling
Voor elke goed geraden kandidaat krijgt een panellid drie punten. Raadt het panellid op het podium wie de eigen duetpartner is, dan levert dat vijf punten op. Wie de juiste naam invult van de laatste geheime duetzanger, die optreedt met Loman, ontvangt tien punten.

### Panelleden
In elke aflevering zijn vier panelleden aanwezig. De bezetting verschilt per aflevering en kan bestaan uit:
- Leo Alkemade
- Frans Bauer
- Karin Bloemen
- Jeroen van der Boom
- Vajèn van den Bosch
- Francis van Broekhuizen
- Holly Mae Brood
- April Darby
- Carolina Dijkhuizen
- Donnie
- Jan Dulles

- René Froger
- Richard Groenendijk
- Emma Heesters
- Brigitte Heitzer
- Ruth Jacott
- Gerard Joling
- Esmée van Kampen
- Jeroen van Koningsbrugge
- Wolter Kroes
- Soy Kroon
- Tania Kross

- Berget Lewis
- Lisa Loeb
- Romy Monteiro
- Dave von Raven
- Edsilia Rombley
- Shirma Rouse
- Eva Simons
- Samantha Steenwijk
- Buddy Vedder
- Roel van Velzen

## Seizoenen

### Overzicht
| Seizoen | Uitzenduren                 | Aantal afleveringen | Start seizoen    | Start seizoen | Einde seizoen    | Einde seizoen | Gemiddelde kijkcijfers |
| Seizoen | Uitzenduren                 | Aantal afleveringen | Datum            | Kijkcijfers   | Datum            | Kijkcijfers   | Gemiddelde kijkcijfers |
| ------- | --------------------------- | ------------------- | ---------------- | ------------- | ---------------- | ------------- | ---------------------- |
| 1       | Donderdag 20:30 – 22:00 uur | 6                   | 30 december 2021 | 1.014.000     | 3 februari 2022  | 928.000       | 959.500                |
| 2       | Donderdag 20:30 – 22:00 uur | 7                   | 27 oktober 2022  | 696.000       | 15 december 2022 | 706.000       | 790.714                |
| 3       | Donderdag 20:30 – 22:00 uur | 9                   | 27 april 2023    | 624.000       | 22 juni 2023     | 769.000       | 664.222                |
| 4       | Donderdag 20:30 – 22:00 uur | 8                   | 7 maart 2024     | 974.000       | 2 mei 2024       | 734.000       | 832.500                |

### Seizoen 1
| Afl. | Uitzenddatum     | Duet 1                                            | Duet 2                                                          | Duet 3                                              | Duet 4                                                 | Finaleduet                                                  | Kijkcijfers |
| ---- | ---------------- | ------------------------------------------------- | --------------------------------------------------------------- | --------------------------------------------------- | ------------------------------------------------------ | ----------------------------------------------------------- | ----------- |
| 1    | 30 december 2021 | Donnie & Natasja Froger – "Bon gepakt"            | Karin Bloemen & Barry Stevens – "Don't go breaking my heart"    | Dave von Raven & Nance – "Rollercoaster"            | Frans Bauer & Sieneke – "De regenboog"                 | Jamai Loman & Jörgen Raymann – "All night long"             | 1.014.000   |
| 2    | 6 januari 2022   | Dave von Raven & Dries Roelvink – "Laat me"       | Berget Lewis & Sharon Doorson – "Survivor"                      | Richard Groenendijk & Joke Bruijs – "Omarm me"      | Shirma Rouse & Thomas Berge – "As"                     | Jamai Loman & Loïs Lane – "Dancing in the street"           | 878.000     |
| 3    | 13 januari 2022  | Shirma Rouse & Jennie Lena – "One"                | Dave von Raven & Lenny Kuhr – "Une belle histoire"              | Gerard Joling & Danny de Munk – "Los met z'n allen" | Samantha Steenwijk & Peter Beense – "Fine brown frame" | Jamai Loman & Tim Coronel – "Mannenharten"                  | 884.000     |
| 4    | 20 januari 2022  | Dave von Raven & Anneke van Giersbergen – "Goud"  | Karin Bloemen & Marco Bakker – "Unforgettable"                  | Frans Bauer & Wolter Kroes – "Heb je even voor mij" | Samantha Steenwijk & Ben Cramer – "You're the reason"  | Jamai Loman & Ruben Nicolai – "Lady"                        | 895.000     |
| 5    | 27 januari 2022  | Samantha Steenwijk & Belle Perez – "Euphoria"     | Dave von Raven & Ruth Jacott – "Guilty"                         | Gerard Joling & Roy Donders – "Maak me gek"         | Shirma Rouse & Do – "I say a little prayer"            | Jamai Loman & Michel Mulder – "Livin' on a prayer"          | 1.158.000   |
| 6    | 3 februari 2022  | Richard Groenendijk & Anne-Marie Jung – "Perfect" | Berget Lewis & Charly Luske – "Paradise by the dashboard light" | Dave von Raven & Jacques Herb – "My boy"            | Karin Bloemen & Ferry Doedens – "Shallow"              | Jamai Loman & Inge de Bruijn – "You're the one that I want" | 928.000     |

### Seizoen 2
| Afl. | Uitzenddatum     | Duet 1                                                                    | Duet 2                                                   | Duet 3                                                      | Duet 4                                                                       | Finaleduet                                                      | Kijkcijfers |
| ---- | ---------------- | ------------------------------------------------------------------------- | -------------------------------------------------------- | ----------------------------------------------------------- | ---------------------------------------------------------------------------- | --------------------------------------------------------------- | ----------- |
| 1    | 27 oktober 2022  | Donnie & John de Bever – "Vanavond (Uit m'n bol)"                         | Ruth Jacott & Silver Metz – "Soldier on"                 | Dave von Raven & Carola Smit – "Everytime I think of you"   | Samantha Steenwijk & Frits Wester – "Wil je niet nog 1 nacht"                | Jamai Loman & Hind – "When you're gone"                         | 696.000     |
| 2    | 3 november 2022  | Jeroen van Koningsbrugge & Tommie Christiaan – "You give love a bad name" | Frans Bauer & Marianne Timmer – "Papa"                   | Eva Simons & Lisa Lois – "Stronger (What doesn't kill you)" | Samantha Steenwijk & Addy van den Krommenacker – "River deep, mountain high" | Jamai Loman & Wouter Hamel – "Kings & queens"                   | 815.000     |
| 3    | 10 november 2022 | Jeroen van der Boom & Lone van Roosendaal – "When love takes over"        | Ruth Jacott & Elske DeWall – "Just Give me a reason"     | Samantha Steenwijk & Hans de Booij – "Stil in mij"          | Dave von Raven & Loes Haverkort – "Rolling in the deep"                      | Jamai Loman & Linda Wagenmakers – "Titanium"                    | 798.000     |
| 4    | 17 november 2022 | Gerard Joling & Leo Alkemade – "Blijf bij mij"                            | Tania Kross & Olga Commandeur – "What a wonderful world" | Romy Monteiro & Nathalie Makoma – "Crazy in love"           | Dave von Raven & Brainpower – "Formidable"                                   | Jamai Loman & Anouk Maas – "Never enough"                       | 927.000     |
| 5    | 24 november 2022 | Donnie & Bonnie St. Claire – "Zij weet het"                               | Eva Simons & Carolina Dijkhuizen – "Hard to say goodbye" | Samantha Steenwijk & Gijs Staverman – "Use somebody"        | Frans Bauer & Tim Douwsma – "Kleine jongen"                                  | Jamai Loman & Robin Martens – "I know what you did last summer" | 845.000     |
| 6    | 1 december 2022  | Gerard Joling & Lenette van Dongen – "Can't take my eyes off you"         | Dave von Raven & Henk Krol – "Als ze er niet is"         | Romy Monteiro & Dwight Dissels – "Save your tears"          | Tania Kross & Chatilla van Grinsven – "Broken strings"                       | Jamai Loman & Elise van der Horst – "Hit the road Jack"         | 748.000     |
| 7    | 15 december 2022 | Richard Groenendijk & Patty Brard – "Take a chance on me"                 | Esmée van Kampen & Klaas van Kruistum – "Kids"           | Berget Lewis & Desray – "Always remember us this way"       | Wolter Kroes & Steven Kazàn – "Alles kan een mens gelukkig maken"            | Jamai Loman & Syb van der Ploeg – "Don't stop me now"           | 706.000     |

### Seizoen 3
| Afl. | Uitzenddatum  | Duet 1                                                 | Duet 2                                                                | Duet 3                                                                             | Duet 4                                                           | Finaleduet                                                     | Kijkcijfers |
| ---- | ------------- | ------------------------------------------------------ | --------------------------------------------------------------------- | ---------------------------------------------------------------------------------- | ---------------------------------------------------------------- | -------------------------------------------------------------- | ----------- |
| 1    | 27 april 2023 | Richard Groenendijk & Buddy Vedder – "Alles is liefde" | Berget Lewis & Evi Hanssen – "Lady Marmalade"                         | Samantha Steenwijk & Frans Duijts – "Sweet Caroline"                               | Esmée van Kampen & Imanuelle Grives – "No air"                   | Jamai Loman & Arjan Postma – "Radar love"                      | 624.000     |
| 2    | 4 mei 2023    | Dave von Raven & Bobbi Eden – "Smoorverliefd"          | Roel van Velzen & Shary-An – "Locked out of heaven"                   | René Froger & Ernst Daniël Smid – "Zing, vecht, huil, bid, lach, werk en bewonder" | Emma Heesters & Yuki Kempees – "Goud"                            | Jamai Loman & Envy Peru – "Gimme! Gimme! Gimme!"               | 714.000     |
| 3    | 11 mei 2023   | René Froger & Danny Froger – "Nobody else"             | Dave von Raven & Wieteke van Dort – "Avond"                           | Emma Heesters & Jennifer Ewbank – "Let's get loud"                                 | Edsilia Rombley & Jeroen Nieuwenhuize – "Run to me"              | Jamai Loman & Dewi Pechler – "Don't let the sun go down on me" | 644.000     |
| 4    | 18 mei 2023   | Berget Lewis & Dennis Weening – "One"                  | Donnie & Janice Blok – "Adrenaline"                                   | Carolina Dijkhuizen & London Loy – "Make you feel my love"                         | Buddy Vedder & Stefania Liberakakis – "Stiekem"                  | Jamai Loman & Ben Saunders – "Soul man"                        | 633.000     |
| 5    | 25 mei 2023   | Soy Kroon & Jasper Demollin – "De kapitein deel II"    | Gerard Joling & Ria Valk – "Amsterdam"                                | Holly Mae Brood & Frits Huffnagel – "Can't help falling in love"                   | Lisa Loeb & Maik de Boer – "Lay all your love on me"             | Jamai Loman & Vajèn van den Bosch – "Cold heart"               | 562.000     |
| 6    | 1 juni 2023   | Buddy Vedder & Anouk Hoogendijk – "Hoe"                | Jeroen van Koningsbrugge & Dani van Velthoven – "Beggin'"             | Berget Lewis & Arno Kantelberg – "Fly me to the moon"                              | Wolter Kroes & Leontien van Moorsel – "Wat een heerlijke dag"    | Jamai Loman & Jon van Eerd – "It's not unusual"                | 726.000     |
| 7    | 8 juni 2023   | Emma Heesters & Bridget Maasland – "Flowers"           | Soy Kroon & Nienke Plas – "Nu wij niet meer praten"                   | Jeroen van der Boom & April Darby – "Ain't no mountain high enough"                | Dave von Raven & Ronnie Tober – "My way"                         | Jamai Loman & Brace – "Why tell me, why"                       | 658.000     |
| 8    | 15 juni 2023  | Donnie & Louisa Janssen – "Oya lélé"                   | Edsilia Rombley & Laura Fygi – "Fever"                                | Brigitte Heitzer & Ferdi Bolland – "It takes two"                                  | Jeroen van der Boom & Nyassa Alberta – "I knew you were waiting" | Jamai Loman & Django Wagner – "Little green bag"               | 648.000     |
| 9    | 22 juni 2023  | Emma Heesters & Klaasje Meijer – "Shivers"             | Dave von Raven & Christina Curry – "These boots are made for walkin'" | Lisa Loeb & Rob Geus – "I wanna be the only one"                                   | Gerard Joling & Anita Heilker – "Heel even"                      | Jamai Loman & Gerard Cox – "I've got you under my skin"        | 769.000     |

### Seizoen 4
| Afl. | Uitzenddatum  | Duet 1                                                     | Duet 2                                                       | Duet 3                                                                           | Duet 4                                                         | Finaleduet                                                      | Kijkcijfers |
| ---- | ------------- | ---------------------------------------------------------- | ------------------------------------------------------------ | -------------------------------------------------------------------------------- | -------------------------------------------------------------- | --------------------------------------------------------------- | ----------- |
| 1    | 7 maart 2024  | Lisa Loeb & Hans Klok – "The best"                         | Vajèn van den Bosch & Nurlaila Karim – "Tattoo"              | Richard Groenendijk & Lucia Rijker – "You're the first, the last, my everything" | Dave von Raven & Jaap van Deurzen – "Banger hart"              | Jamai Loman & Emma Kok – "Door de wind"                         | 974.000     |
| 2    | 14 maart 2024 | Donnie & Dennie Christian – "Schultenbräu"                 | April Darby & Baas B – "Vluchtstrook"                        | Buddy Vedder & Fenna Ramos – "Señorita"                                          | René Froger & Mathilde Santing – "Blame it on the boogie"      | Jamai Loman & Toine van Peperstraten – "This world is our home" | 858.000     |
| 3    | 21 maart 2024 | Emma Heesters & Bas Muijs – "Hold back the river"          | Soy Kroon & Sylvia Geersen – "Slapeloosheid"                 | April Darby & Re-Play – "Never too much"                                         | Danny de Munk & Laura Vlasblom – "Lieveling"                   | Jamai Loman & Numidia – "Born this way"                         | 831.000     |
| 4    | 4 april 2024  | Dave von Raven & Dennis van der Geest – "Let it be"        | Ruth Jacott & Giovanca Ostiana – "You can't hurry love"      | Donnie & Lex Uiting – "Noodgeval"                                                | Brigitte Heitzer & Jeffrey Wammes – "Blijven slapen"           | Jamai Loman & René Karst – "New York, New York"                 | 779.000     |
| 5    | 11 april 2024 | Vajèn van den Bosch & Marco Schuitmaker – "Loop niet weg"  | Dave von Raven & Marlayne Sahupala – "The lady is a tramp"   | Samantha Steenwijk & Sjors van der Panne – "Islands in the stream"               | Leo Alkemade & Saskia & Serge – "Zoutelande"                   | Jamai Loman & Erik Mesie – "I'm still standing"                 | 757.000     |
| 6    | 18 april 2024 | René Froger & Michael Boogerd – "Als de morgen is gekomen" | Buddy Vedder & Quinty Trustfull – "Treasure"                 | Soy Kroon & Sita Vermeulen – "Wat wil je van mij"                                | Samantha Steenwijk & Nabil Aoulad Ayad – "I can't help myself" | Jamai Loman & Anita Doth – "Think"                              | 876.000     |
| 7    | 25 april 2024 | Edsilia Rombley & Gers Pardoel – "Zwart wit"               | Dave von Raven & Cor Bakker – "L-O-V-E"                      | Francis van Broekhuizen & Nandi van Beurden – "Voilà"                            | Jan Dulles & Bouke Scholten – "Unchained melody"               | Jamai Loman & Guido Spek – "Superstition"                       | 851.000     |
| 8    | 2 mei 2024    | Soy Kroon & Tooske Ragas – "Jij bent zo"                   | Brigitte Heitzer & Kasper van Kooten – "The time of my life" | Dave von Raven & Mariska van Kolck – "Ich bin wie du"                            | Lisa Loeb & Martijn Fischer – "Need you now"                   | Jamai Loman & Mai Tai – "I'm so excited"                        | 734.000     |

## Achtergrond
De eerste aflevering van het seizoen werd uitgezonden op donderdag 30 december 2021 en werd bekeken door 1.014.000 kijkers. Hiermee stond het op de zesde plek van de best bekeken programma's van de avond. Het programma werd gemengd ontvangen; sommigen vonden het een leuk programma en anderen vonden het een mislukte versie van het programma The Masked Singer.